# Mihai Cioc
Mihai Cioc (Turnu Măgurele, 14 giugno 1961) è un ex judoka rumeno. Vinse la medaglia di bronzo ai Giochi olimpici di Los Angeles 1984 nella categoria open.
Nel suo palmarès, può annoverare anche un bronzo mondiale e un titolo europeo.

## Palmarès
Olimpiadi
- 1 medaglia:
  - 1 bronzo (open a Los Angeles 1984)

Mondiali
- 1 medaglia:
  - 1 bronzo (+95 kg a Mosca 1983)

Europei
- 2 medaglie:
  - 1 oro (+95 kg a Liegi 1984)
  - 1 bronzo (open a Parigi 1987)